# Savoia-Marchetti S.55
Savoia-Marchetti S.55 là một loại tàu bay sản xuất ở Ý từ năm 1924.

## Biến thể

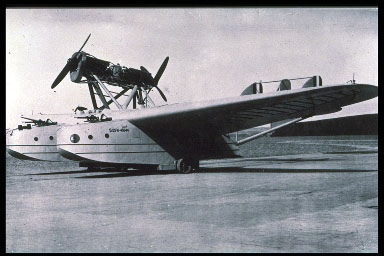
SIAI S.55X

S.55
S.55C
S.55P
S.55A
S.55M
S.55 Scafo Allargato
S.55 Scafo Allargatissimo
S.55X

## Quốc gia sử dụng

### Dân sự
Liên Xô
- Aeroflot

### Quân sự
Italy
- Regia Aeronautica

 Brasil
- Hải quân Brazil

 Nhà nước Tây Ban Nha (1937)
- Không quân Tây Ban Nha

 Romania
- Không quân Hoàng gia Romania

## Tính năng kỹ chiến thuật (S.55X)

### Đặc điểm chung
- Kíp lái: 5-6
- Chiều dài: 16,75 m (55 ft 0 in)
- Sải cánh: 24 m (74 ft 9 in)
- Chiều cao: 5 m (16 ft 5 in)
- Diện tích cánh: 93 m² (1.001 ft²)
- Trọng lượng rỗng: 5.750 kg (12.677 lb)
- Trọng lượng cất cánh tối đa: 8.260 kg (18.210 lb)
- Động cơ: 2x Isotta-Fraschini Asso 750V, 656 kW (880 hp) mỗi chiếc

### Hiệu suất bay
- Vận tốc cực đại: 279 km/h (173 mph)
- Tầm bay: 3,500 km (2,175 mi)
- Trần bay: 5.000 m (16.405 ft)

### Vũ khí
- 4 x súng máy 7,7 mm (.303 in)
- 1 x ngư lôi hoặc
- 2.000 kg (4.409 lb) bom